# Desembarcos
Desembarcos es una película coproducción de Argentina y Alemania Occidental dirigida por Jeanine Meerapfel y  Alcides Chiesa sobre su propio guion que, producida en 1989, nunca fue estrenada comercialmente. La película también recibió los títulos de  Es gibt kein Vergessen y When Memory Speaks. El filme fue exhibido el 12 de febrero de 1989 en el Festival Internacional de Cine de Berlín.

## Producción
Cuando Jeanine Meerapfel, la directora y guionista de cine nacida en Argentina con trayectoria en Alemania, se encontraba en Buenos Aires en 1986 para filmar La amiga, una película cuyo estreno en Argentina tuvo retrasos por las implicancias políticas del tema, el Instituto Goethe estaba organizando un taller de cine del que surgieron tres cortometrajes. En este filme Meerapfel registra momentos de dicho taller.  
Los cortometrajes referidos son los siguientes:
Estación de pueblo
Dirigido y guionado por Laura Couto, Eduardo Safigueroa y Julia Lopez
Punto final
Dirigido por Pablo Nisenson
Chamamé
Dirigido por Laura Couto

## Reparto
- Teresa Ferri …Ella misma
- Gustavo Bonamino …Él mismo
- David Di Nápoli …Él mismo
- Eduardo Aliverti ….Voz del narrador

## Comentarios
Paraná Sendrós dijo de la película en Ámbito Financiero que:

”Muestra el pudor del acto de filmar.”